# Girolamo Martinengo

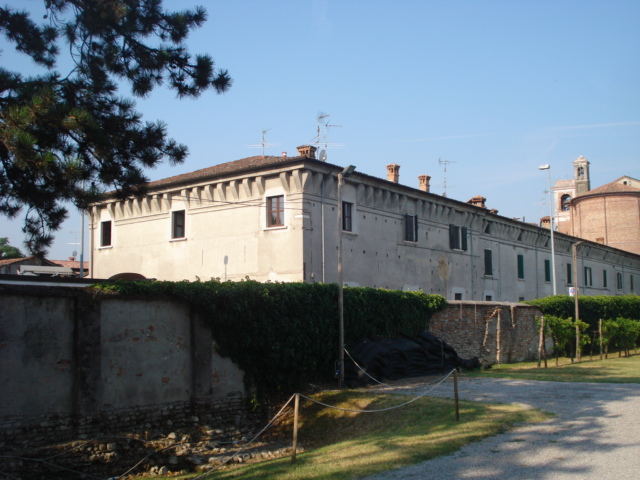
La Badia Vecchia fatta edificare a Leno per volere di Girolamo Martinengo.

Girolamo Martinengo Cesaresco (Brescia, 19 settembre 1504 – Roma, 1569) fu un nobile della famiglia Martinengo, abate commendatario di Leno e nunzio apostolico in Austria presso la corte di Ferdinando d'Asburgo per conto di Paolo III e poi presidente della Camera Apostolica sotto Giulio III.

## Biografia

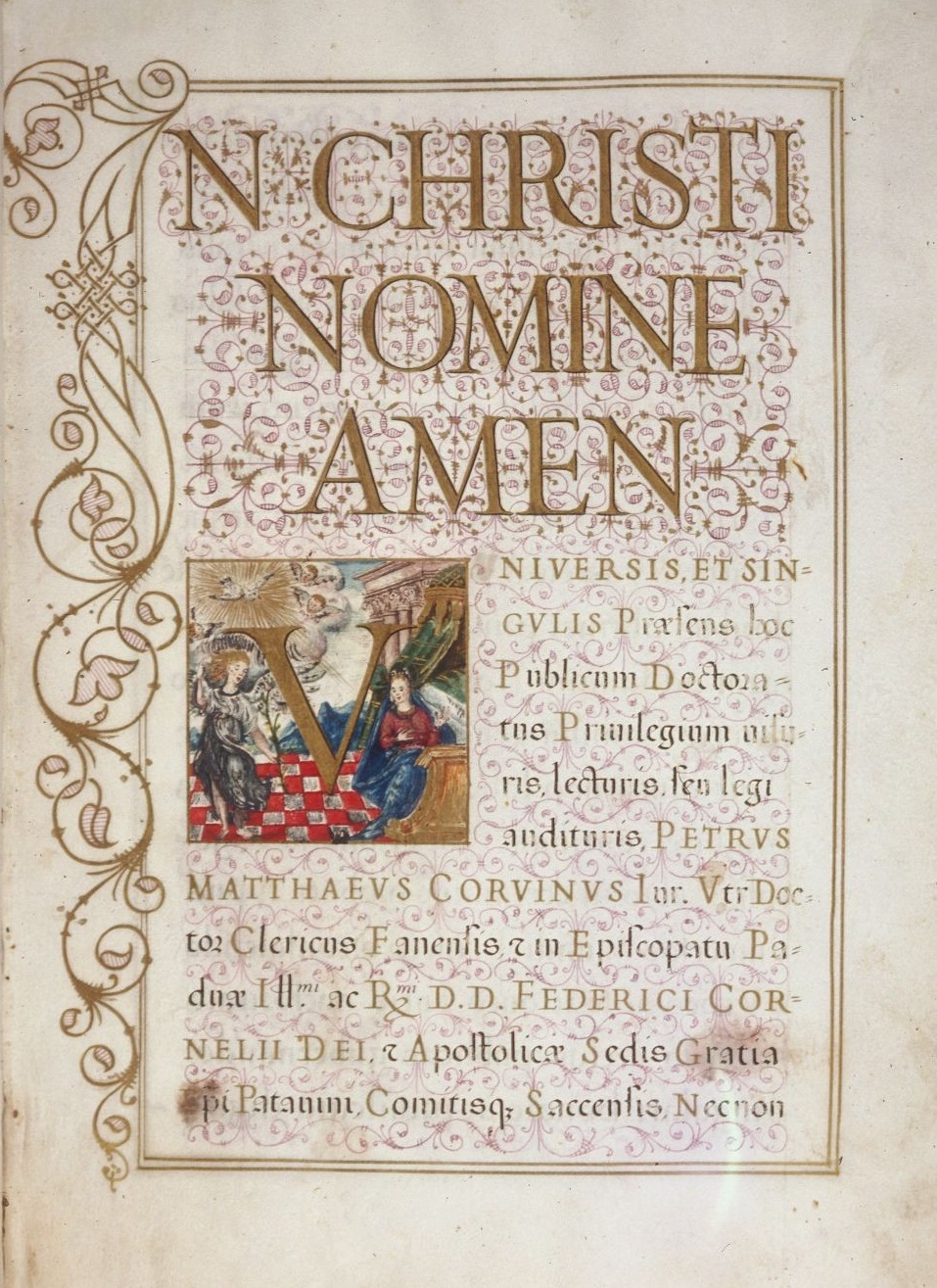
Diploma di Girolamo Martinengo, Università di Padova, 1582

Girolamo Martinengo nacque a Brescia, dal conte Cesare II e da Ippolita Gambara. Compì gli studi legali e teologici presso l'Università di Padova e si spostò a Roma, dove visse a lungo. Nel 1529 venne nominato, su richiesta del cardinale Agostino Trivulzio, abate commendatario di Leno, carica che manterrà sino al 1567. Noto alla Santa Sede per le eccezionali qualità diplomatiche è inviato in Polonia e poi in Austria alla corte di Ferdinando d'Asburgo, ancora, nel 1561, è in Inghilterra a chiedere ad Elisabetta I d'Inghilterra l'invio di una delegazione inglese al Concilio di Trento. Intanto, con l'elezione di Giulio III era divenuto preside della Camera Apostolica. Malgrado la lontananza dal monastero lenese, egli si adoperò per esso come testimonia l'edificazione di un nuovo palazzo, ancora esistente, oggi noto come Badia Vecchia, sorto accanto ai locali abbaziali. La morte occorsa a 65 anni gli impedì di ricevere la nomina a cardinale. Le sue spoglie riposano nella basilica di Sant'Apollinare a Roma.